# 이기혁 (목사)
이기혁 (李基赫, 1898년 12월 28일 - 1984년 )은 대한민국의 목사이며 교육가이다. 인천제일교회에서 목회하였고, 1962년 9월 영락교회에서 모인 대한예수교장로교 총회에서 제47회 총회장을 역임하였다. 인성초등학교부터 인성여자중학교. 인성고등학교까지 설립을 하였다. 한국외항선교회 발전에 이바지 하였다.
민족복음화운동을 최초로 주장하고 자신의 복음화 운동에 모든 삶을 바친 이기혁(1898년-1984년) 목사는 당시 인천제일교회 원로목사로서 한경직 목사와 더불어 한국외항선교회의 설립의 선두에 있었다. 1974년 7월 11일 제1회 이사회에서 이사장으로 선임되었다. 1975년에 초대 이사장으로 선임되어 1980년 4월까지 이사장을 역임하였다. 1898년 12월 28일 평북 용천에서 출생하였다. 그는 1918년 3월에 선천 신성학교를 졸업하였다. 신성학교는 윤산온(G. S. McCune) 목사가 교장으로 시무한 곳이며, 1911년에는 105인 사건으로 많은 교사와 학생들이 무고하게 잡혀가 옥고를 치룬 민족주의적인 성향이 짙은 학교였다. 그가 복음과 민족 및 국가를 연결시켜 강조한 것은 그의 신성학교 시
절에 받은 교육이 그의 일생에 큰 영향력을 끼쳤다. 신성학교를 졸업한 후 그는 선천 명신학교 교사를 하였고, 1927년에 평양신학교에 입학, 1933년에 졸업하였다. 1947년 5월 인천제일교회에 부임하여 교회를 크게 부흥시키고 한국교회의 복음화를 위하여 그의 삶을 헌신하였다. 1962년 총회에서 제47회 총회장을 하였다. 이기혁 목사의 후손들 모두가 한국교회와 한국사회를 위하여 크게 영향을 끼쳤
다. 큰아들은 이동훈 교수이고 둘째 아들은 이동성 목사이다. 한국의 슈베르트라 불리는 그의 장남 이동훈(1922~1974) 교수는 ‘어둔밤 마음에 잠겨’, ‘가슴마다 파도친다’, ‘캄캄한 밤 사나운 바람 불 때’를 작곡하였고, 엑스플로74 전도대회에서 1만 명의 성가대를 위해 지휘봉을 잡고 봉사했다. 이동훈 교수는 천재적인 음악성을 복음전파 사명을 바탕으로 나라를 위해 사용한 대표적인 인물이었다. 이동훈 교수는 에스더 선교합창단 지휘자로 헌신했던 피아니스트 김병숙 권사와의 사이에서 장남 이수철 장로, 차남 이수영 박사(장로회신학대학교 조직신학 교수 및 새문안교회 담임목사 역임), 이정희 권사, 이정옥 사모 이렇게 2남 2녀를 두었다. 특별히 이수영 박사는 칼뱅연구로 국내외 학계에 잘 알려진 신학자이며, 교수직을 사임하고 새문안교회에서도 훌륭한 목회를 했다. 또 한국월드컨선선교회 이사로 섬겼다.

## 출생과 어린 시절
이기혁 목사는 1898년 12월 28일에 평안북도 용천에서 아버지 이형춘과 어머니 박현도 사이에서 태어났다. 이목사는 1919년 3월에 최경신과 혼인하여 슬하에 2남 4녀를 두었으며, 그 자녀들을 통해 21명의 손자와 손녀를 보았다. 이목사의 직계 자손들의 가족 중에는 목사가 8명에 이르고 앞으로 더 나올 전망이어서 그가 그의 후손들에게 남긴 신앙의 유산이 어떠한 것인지를 짐작할 수 있게 한다.
이기혁 목사 가문의 이러한 신앙의 유산은 그의 아버지로부터 시작된 것이라 볼 수 있다. 그의 아버지는 그가 아주 어렸을 때 세상을 떠났다. 하지만 그는 그의 아들에게 경건한 신앙을 유산으로 남겨주었다. 그가 예수 믿던 시기는 기독교 전파의 초기였으므로 전국적으로 예배당이 많지 않았고 그가 살던 마을에도 예배당이 없었다. 그러기에 예배당에 가서 예배를 드리려면 하루 전날 이른 새벽에 출발하여 거의 백리 길을 갔다 와야 했다. 그래서 그는 하나밖에 없던 그의 집을 팔아 예배당을 건립하고 남의 집에서 셋방살이를 했다. 이런 그의 신앙심과 교회를 위한 헌신은 그의 아내를 통해 아들에게 전해져 훗날 그 아들이 아무런 물질의 욕심 없이 자신을 온전히 하나님께 드리는 삶을 사는데 크게 영향을 주었을 것으로 여겨진다.
일찍 아버지를 잃은 이기혁은 어린 시절을 편모슬하에서 가난하게 살 수밖에 없었다. 1907년 그의 어머니는 그를 데리고 평북 의주로 이사하여 그를 의주읍 고성면의 용산교회에서 설립한 신영학교에 입학시켰다. 거기서 이목사는 당시 명성 높은 장운식 목사의 영향 아래 그의 평생을 좌우할 귀한 교육을 받을 수 있었다. 이것은 실로 하나님의 은혜이고 놀라운 섭리가 아닐 수 없다. 하나님께서는 그에게서 그를 양육할 육신의 아버지를 일찍 데려가셨지만 그가 학교 교육을 받기 시작할 때부터 기독교적 교육을 받게 하시고 귀한 신앙의 스승들에게서 배우며 자라게 하신 것이다. 신영학교를 졸업하던 열일곱 살의 이기혁은 눈이 깊이 쌓인 뒷동산에 가서 눈물을 흘리며 기도하는 가운데 두 가지 결심을 했다. 하나는 하나님의 종이 되겠다는 결심이고, 다른 하나는 기독교대학을 세우겠다는 결심이었다.
1914년 이기혁은 장운식 목사의 주선으로 같은 기독교학교이면서 민족주의적 성향이 짙었던 평북 선천의 신성중학교에 진학했다. 이기혁에게서 언제나 나라와 민족을 생각하는 신앙이 깊게 뿌리 내리게 된 것은 분명 이 신성중학교에서의 교육의 영향일 것이다. “교회가 살아야 민족이 산다”는 그의 평생의 소신과 주장도 이미 이 학교에서 교육을 받으며 싹트기 시작했는지 모른다. 그가 중학교에 입학은 했지만 학자금이 없었기에 그의 어머니는 그가 입학한 그날부터 학교 기숙사 식당에서 일했고, 그는 입학 첫날부터 한 달간 돌지게를 졌으며 그 후로는 교내 학생목공실습소에서 일하면서 장학금을 받아 공부해야 했다. 그런 가운데서도 그는 학교에서 뛰어난 웅변력을 보여주었고 학생회장으로서 지도력을 발휘하기도 했다. 하나님께서는 그를 위하여 이 학교에도 귀한 스승을 예비해두고 계셨는데 바로 그 학교의 교장 윤산온(G. S. McCune) 선교사였다. 이기혁은 이 훌륭한 선교사로부터 신앙과 인격의 깊은 감화를 받으며 성장했다. 그가 “나도 신학교를 졸업하면 교회와 함께 꼭 교육기관을 세워야지” 하는 의지를 품게 된 데에는 바로 의주 용산교회의 장운식 목사와 이 윤산온 교장의 영향이 절대적이었다. 그를 훗날 큰 목회자요 교회 지도자로 들어 쓰시기 위하여 하나님께서 계획을 세우시고 친히 인도하심 가운데 이루어진 일이라고 생각하지 않을 수 없다. 하나님께서 물질적으로는 가난했던 그에게 신앙적으로는 부요한 영의 양식을 공급해주신 은혜의 학창시절이었다.
신성중학교를 졸업한 이기혁은 곧바로 평양의 숭실대학에 입학이 허락되었으나 학자금 때문에 자퇴하고 1917년 4월 그가 졸업한 의주의 신영학교로 돌아가 가르치기 시작했으며, 1921년 4월부터는 평북 선천의 명신학교에서 교사로 재직했다. 거기서 평양신학교에 입학하기 전까지 10년간 근속하면서 그는 선천의 모든 학생과 학부형들의 존경의 대상이 되었고 그가 학교를 떠나는 것을 모두가 무척이나 아쉬워했고 많은 사람이 만류하기도 했다, 그가 그때 가진 교사로서의 경험은 교육에 대한 그의 이해와 사명감을 더욱 확고히 하게 만든 바탕이 되었을 것으로 사료된다.

## 이북에서의 첫 목회활동기
이기혁은 신성중학교 때의 은사 윤산온 선교사의 권유에 따라 교직을 떠나 1930년 3월 평양신학교에 입학했다. 그는 신학교 재학 중 평북노회에서 용천노회로 이명하여 전도사로 허락받고 용천지방 교회 일을 담당했다. 그는 일본인이 경영하던 평북 불이 농장 구역 안에 있는 다섯 개의 교회 중 운향, 삼용, 원성 세 교회의 전도사 일을 겸하여 돌보며 세 교회를 모두 신축했다.
1933년 3월 15일 평양 서문밖교회에서 열린 제28회 졸업식에서 신학교를 졸업한 이기혁은 그해 8월 용천노회에서 목사안수를 받고 처음에는 운향교회의 목사로 시무하게 되었고 후에는 용암포제일교회의 목사로 전임하여 시무했다. 그러면서 교회의 부속학교로 <구세학교(救世學校)>를 세웠다. 그가 어린 시절 의주 용산교회의 주일학교와 선천 신성중학교에서 받은 교육을 통해 품게 된 기독교학교 설립의 뜻을 곧바로 실천에 옮긴 것이었다. 이렇게 그는 목회활동을 시작한 초기부터 그가 영락없는 장로교회의 목사임을 보여주었다. 왜냐하면 어디서나 교회를 세우면 학교도 같이 세워 하나님께서 어린 학생들 각자에게 주신 재능을 사장하지 않고 보다 좋은 교육을 통해 최대한으로 살려 더 큰 영광을 하나님께 돌리게 만드는 것이 장로교회를 포함한 전 세계 개혁교회의 초창기부터의 정신이고 전통이기 때문이다.
이기혁 목사는 1935년 2월 7일부터 개최된 제11회 용천노회에서 총대로 선출되어 1936년 제25회 총회에 참석했고 그때부터 노회뿐 아니라 총회 차원에서도 그의 활동무대를 넓혀갔으며 용천노회에서 1937년에는 부노회장으로, 1938년에는 노회장으로 선출되어 더욱 폭넓게 지역교회들을 섬겼다.
이렇게 평북 용천군 용암포를 거점으로 열정적으로 펼쳐지던 이기혁 목사의 목회활동은 오래 가지 못하고 큰 난관에 부딪치게 되었다. 해방 후 빠르게 공산화되어가던 이북 땅의 정치적, 사회적 급변 때문이었다. 이목사는 독립국가, 민주국가 건설을 위한 선도적인 역할을 용암포에서 담당하고 있었고 그 지방의 기독교인들은 교회 안팎에서 공산정권에 도전하며 투쟁하고 있었기 때문에 용암포에서 공산당의 숙청 공작이 시작되었을 때 이목사와 용암포제일교회는 제1의 숙청 대상이었다. 공산당의 선동에 흥분한 군중들이 “이기혁 목사를 타도하자” 외치며 몰려와 그의 집을 포위했을 때 그는 다른 노회의 연합부흥회를 인도하기 위해 자리를 비운 터라 목숨을 건질 수 있었지만 용암포제일교회의 수석 장로가 살해당하는 험악한 사태가 벌어졌다. 이 소식을 전해 들은 이목사는 평양으로 가서 당시 소련군 사령관을 찾아가 면담하며 용암포 난동 사건을 설명하고 그의 편지를 받아 용암포 사령관에게 전달함으로써 위기를 모면했다. 이와 같은 상황의 악화 때문에 여러 교회 지도자들이 월남하는 가운데서도 이목사는 예배당을 두 배로 증축하는 등 교회의 부흥과 복음 전도에 더욱 열중했다.
그러나 이기혁 목사의 삶에 예기치 못했던 일이 벌어졌다. 1947년 3월 그는 용천군 고녕교회에서 부흥회를 인도하게 되었는데 부흥회 둘째 날 새벽기도 때부터 그 교회의 한 권사가 “이기혁 목사는 한국정세가 어지러워질 테니 속히 서울로 가서 선교사업을 펴라”는 계시의 말씀을 들었고 기도할 때마다 같은 말씀을 듣자 그 권사는 이목사에게 그 말씀을 전했으나 그는 이에 응하지 않고 부흥회를 계속 인도했다. 그러자 부흥회 마지막 날 새벽기도회 때 더욱 강력한 계시가 그 권사에게 임했는데 “만일 네가 이목사를 서울로 가게 하지 못하면 너를 치겠다. 그 징조를 네게 보일 터이니 속히 떠나게 하라” 하며 “천지 진동하여 이목사는 도망치는데 수천의 노동자들이 머리에 수건을 동이고 낫과 곡괭이를 들고 이목사를 죽이라고 아우성치며 쫓는” 징조를 보여주었다는 것이다. 그래도 이목사는 이를 듣지 않고 일주일 후에 있을 용암포제일교회 사경회를 마치고 가겠다고 했지만 그 권사가 일각이 급하다며 재촉하는 바람에 장로들과 상의하고 평양으로 가서 김화식 목사를 용암포제일교회 사경회 강사로 보내고 이목사는 자기에게 시무 요청을 하고 있던 평양 서문밖교회에 당분간 머물며 사태를 관망하기로 했다. 그러나 용암포제일교회에서는 사경회 첫날 새벽기도회 때 이미 이목사를 체포하려고 보안서원들이 교회를 포위하는 사태가 벌어졌다. 사경회를 마친 김화식 목사는 평양으로 돌아와 이목사에게 “속히 떠나라. 관의 손이 평양에 미친다”면서 떠나기를 강권했고 이에 이목사는 이북 땅에서의 그의 모든 꿈을 버리고 1947년 4월 하순에 월남의 길을 떠났다. 그는 정든 고향과 열정적으로 목회의 꿈을 펼치던 교회와 이북 땅을 떠나 이남으로 내려오는 것을 꿈도 꾸지 않았을 것이다. 그러나 이것은 더 큰 세상의 복음화를 위하여 그를 쓰시고자 하나님께서 세우신 계획에 따라 이루어진 일이었다고 말해야 할 것이다.

## 인천에서의 제2의 목회활동기
월남한 이기혁 목사는 그보다 먼저 서울에 내려와서 영락교회를 세우고 목회 중이던 친구 한경직 목사를 찾아갔고 그의 부탁을 받아 주일 설교를 했다. 그런데 이목사가 영락교회에서 설교했다는 소문을 듣고 한병혁 목사가 그를 찾아왔다. 한병혁 목사는 이목사가 시무하던 용암포제일교회에서 분립한 용암포중앙교회에서 목회하다가 이목사보다 먼저 월남했고 영락교회 여전도회의 파송을 받아 인천지역의 월남 교우 14명과 함께 1946년 10월 19일 인천지역 최초의 장로교회인 인천제일교회를 세우고 목회를 하고 있었다. 이목사를 만난 한병혁 목사는 이듬해 5월 초순에 인천제일교회 주일예배의 설교를 부탁했고 이를 수락한 이목사는 행27:20을 본문으로 <교회는 곧 구원선이다>라는 제목하에 “교회를 떠나서는 살 수 없고 교회로 모여야 산다. 복음화되지 않으면 이 나라는 공산국가가 된다”는 요지의 설교를 했다. “복음화되지 않으면 이 나라는 공산국가가 된다”는 것은 이목사가 이북에서부터 하나님이 들려주셨다고 믿은 말씀이었고 또한 무도하기 이를 데 없는 공산당들의 만행을 목도한 그 자신의 경험에서 온 신앙의 확신이었으며 그가 평생 변함없이 열정적으로 추구한 복음화운동의 동기요 동력이었다. 그런데 이 설교가 끝나고 광고 시간이 되었을 때 참으로 놀랄 일이 벌어졌다. 한병혁 목사가 이목사와는 사전에 한 마디 의논도 귀띰도 하지 않은 채 교우들에게 요청하기를 “본인은 대한예수교장로회 대구제일교회로 가게 되었으니 지금 설교해주신 이기혁 목사를 본 교회의 시무목사로 청빙하여주기 바랍니다” 한 것이다. 아무도 예기치 못했던 깜짝 제안이었지만 120여 교우들은 이를 받아들이고 1947년 5월 16일 만장일치로 이목사를 인천제일교회의 담임목사로 정식 청빙한 것이다. 교회가 창립된 지 불과 7개 월만의 일이었다. 전광석화처럼 이루어진 이 일은 한 마디로 하나님의 섭리였고 인천지역뿐 아니라 전국과 온 민족의 복음화를 위해 하나님께서 친히 계획하시고 실행하신 역사였다고 말하지 않을 수 없다. 이미 이북 땅에서 이기혁 목사를 복음화의 도구로 쓰기 시작하신 하나님께서는 그를 공산당의 살해위협을 피해 월남시키시고는 잠시도 쉬게 하지 않으시며 계속해서 복음화의 도구로 사용하신 것이다.
이기혁 목사의 인천에서의 목회는 3년 후에 터진 6.25 전쟁으로 말미암아 잠시 중단되지 않을 수 없었다. 이목사는 총회 선교부로부터 6월 26일 오전 8시까지 집합하여 남쪽으로 피난하라는 통지를 받았으나 이에 응하지 않고 교회를 사수하려고 했다. 그러나 그의 결심을 안 제일교회 장로들이 교회로 몰려와 그들도 피난 가지 않겠다고 하자 그들의 안전을 지켜야 할 책임을 느끼고 교회 신도들과 함께 도보로 피난길에 올라 대전을 거쳐 대구까지 내려갔으며, 거기서 교인들은 흩어지고 이목사는 울산을 거쳐 울진으로 가게 되었는데 9.28 수복 소식을 듣고 서울로 올라왔다가 다시 인천으로 와서 텅빈 교회를 지키며 기도하고 있었지만 1.4 후퇴 때문에 다시 피난길에 올라 부산으로 내려갔다가 1952년에야 다시 인천에 돌아와 본격적인 제2의 목회기를 시작하게 되었다. 6.25 전쟁의 시련을 딛고 교회 부흥의 기치를 높이 든 이목사는 전쟁으로 중단되었던 예배당을 완공하고 교회 내부 각 기관의 조직을 재정비하는 한편 밖으로는 교육사업에 공을 들여 초등학교와 여자중‧고등학교를 세웠으며 다비다모자원을 설립하고 교회들을 새로이 개척하는 등 목회 각 방면에서의 복구에 박차를 가하였다. 그는 교회사역의 어느 한두 분야에 치중하지 않고 예배, 교육, 친교, 봉사, 선교 등 모든 분야에 있어서 전방위적이고 균형 잡힌 목회를 펼친 보기 드문 목회자였다고 평가할 수 있다. 그런 그와 함께 인천제일교회는 인천지역 장로교회의 어머니 교회로서의 위상을 튼튼히 굳혀갔다.
이기혁 목사의 신앙과 목회와 선교사역은 나라 사랑과 뗄래야 뗄 수 없는 관계에 있었다. 그리고 그 나라 사랑은 곧 교육에 직결되는 것이었고 학교의 설립으로 나타나는 것이었다. 이목사는 인천제일교회에서의 목회를 시작하자마자 1947년 12월에 먼저 무궁화유치원을 열었고 1949년 3월에는 무궁화공민학교를 개설하셨다. 무궁화유치원은 1950년까지 단 4회의 졸업생을 내고 문을 닫았으며 무궁화공민학교는 10회의 졸업생을 배출하고 당국의 정식 인가를 받은 인성초등학교의 출발을 위하여 발전적 해체를 했지만 그 두 교육기관은 신앙과 봉사의 정신으로 교육을 베풀어 인천지역에 몰려든 난민들의 자녀들이 사회의 낙오자들이 되지 않고 훗날의 귀한 인재들로 자라날 수 있게 해준 배움의 터전이었다.
이기혁 목사의 교육의 비전은 단지 초등학교를 세우는 데 머무는 것이 아니었다. 그의 꿈은 여자중‧고등학교의 설립과 더 나아가 여자기독교대학의 설립에 있었다. 비록 대학을 세우는 꿈은 이루지 못했지만 이목사의 기독교 교육사업에의 집념은 인성초등학교에 이어 인성여자중·고등학교의 설립으로 결실했다. 1954년 12월에 재단법인 제일학원의 설립인가를 받았고 1955년 3월 인성여자중학교의 인가를 받았으며 1961년 2월에는 인성여자고등학교의 인가를 받았다. 인성초등학교와 인성여자중·고등학교를 포함하는 제일학원은 1964년 4월 재단법인에서 학교법인으로 변경되어 오늘에 이르고 있는데 이는 실로 이목사가 많은 공을 들이며 진력한 끝에 이룬 결과물이었다. 그는 남자중‧고등학교보다는 여자중‧고등학교를 더 중시했다. 왜냐하면 신앙교육은 가정에서부터 이루어져야 하고 가정에서의 신앙의 전수는 아버지들에 의해서보다는 어머니들에 의해서 더 잘 이루어지는 것이라는 그의 소신 때문이었다. 그래서 여자중‧고등학교를 설립하여 자녀들을 좋은 신앙으로 양육할 미래의 어머니들을 바른 기독교신앙 위에서 양성하는 것이 교회와 나라의 미래를 위하여 가장 중요한 일이라 여겼던 것이다.
이기혁 목사의 목회는 그저 교회라는 울타리를 치고 사회로부터 격리된 신앙의 공동체를 꾸려가는 것이 아니었다. 그에게 있어서 목회의 목적은 교인들이 처한 사회와 국가의 문제를 끌어안고 그 문제들을 해결하며 절망 속에 빠진 이들에게 희망을 주고 혼란스러운 세상을 신앙의 진리로 선도하는 교회를 곳곳에 세워 나라 전체를 하나님의 왕국으로 만들어가는 데 있었다. 그의 그러한 목회관은 그로 하여금 교회가 교회 안 교육뿐 아니라 교회 밖 학교 교육에 관심을 기울이게 했고 또한 사회봉사에도 관심을 갖게 했다. 인천지역에는 6.25 전쟁 이전에도 이북과 만주 지방으로부터 많은 난민이 모여들었지만 전쟁이 발발한 후 일어난 납북, 순교, 순국으로 말미암아 수많은 전쟁미망인이 생겨났기 때문에 처참한 상황에 처한 그들과 그 자녀들을 교회가 돌보지 않을 수 없었다. 이목사는 이미 부산 피난 시절에 그런 사회봉사기구의 설립을 발의하여 미국 선교부의 원조물자로 한국 최초의 모자원을 개원하게 했고 인천에 수복해서는 인천제일교회로 하여금 1952년 7월 재단법인 인천다비다모자원을 설립하게 했다. 이목사는 초교파적인 세계기독교봉사회의 시찰장으로 있으면서 거의 모든 실무를 담당하기도 했는데 구호물자가 부산항에 도착하면 그것을 모두 인성학교로 운반하여 전국의 모자원, 유아원, 고아원으로 보내는 등 힘껏 구제활동을 했다. 인천다비다모자원에서는 입주한 모자들에게 입주기간 동안 1인 1기의 직업교육을 시켜서 모자원을 나가면 직업을 갖고 스스로 생계를 유지할 수 있도록 도움을 주는 한편 자녀들에게는 교복도 제공하며 무궁화공민학교에서 학비 전액을 면제받아 공부할 수 있게 해주기도 했다. 이렇게 이목사에게는 현재의 실생활의 문제를 해결해주는 사회봉사와 어린 세대에게 복된 미래를 준비해주는 교육사업을 떠난 목회는 있을 수 없었다.
이기혁 목사는 교육과 사회봉사에 대한 교회의 책임감을 강조한 목회자였지만 역시 전도하고 교회를 개척하는 일에 엄청난 열정을 쏟은 복음화의 역군이었다. 그의 생전에 전국의 목회자들 사이에서는 두 가지 대비되는 목회 스타일이 종종 화제거리와 토론거리가 되곤 했다. 하나는 영락교회를 세우고 그 교회를 대형교회로 성장 발전시키는 한경직 목사의 목회이고, 다른 하나는 한 교회를 크게 키우기보다 교회를 계속해서 분립하고 개척하여 여러 교회를 세우는 이기혁 목사의 목회였다. 실제로 이목사와 인천제일교회는 끊임없는 교회 분립과 개척의 대명사와 같았다. 이목사는 부임한 그해부터 해마다 한 교회를 분립 또는 개척했다. 교회로부터 멀고 교우들이 어느 정도 모여 사는 곳이면 어떻게 해서라도 그곳에 새 교회를 세웠다. 새 교회를 세울 때마다 그는 제일교회에서 열심히 섬기는 장로와 집사들을 보내어 새 교회의 기둥과 일꾼들이 되게 하였는데 이는 결코 쉬운 일이 아니었다. 나가서 새 교회를 도우라는 권면을 받은 제직들이 울면서 “왜 저보고 나가라 하십니까?” 하는 일이 왜 없었겠는가? 그럴 때마다 이목사는 “님자가 안 나가면 내가 나갑매” 하곤 했다. 순종하고 나가는 이들에게는 “한 10년 섬기고 교회가 안정되면 돌아와도 좋네“ 하며 달래기도 했다. 이것이 그의 초지일관된 자세였다. 그에게는 인천제일교회만이 목회의 대상이 아니라 인천지역 전체가 그의 섬김의 자리였기 때문이다. 이렇게 해서 인천지역에서 제일교회의 분립과 개척을 통해 세워진 교회가 제2교회, 제3교회, 제4교회(현 서부교회), 제5교회(현 중앙교회), 제6교회(현 동현교회), 제7교회, 제8교회(현 제물포교회), 연수교회, 군자교회, 남동교회, 송도교회, 주안교회, 부개동교회, 부평교회, 도일교회, 고잔교회, 수봉산교회, 화향교회, 메디칼병원교회 등이다. 재한 선교사들 사이의 협약에 따라 인천은 감리교의 선교지역으로 할당되었기에 이 땅의 첫 장로교선교사인 언더우드가 제물포에 상륙한 지 61년이나 지날 때까지도 장로교회가 전무했던 인천지역에 오늘날 장로교회가 융성하게 된 것은 이기혁 목사가 주도한 인천제일교회의 선교정책과 헌신적 노력의 결실이라 하지 않을 수 없다.

## 전국복음화운동
이기혁 목사는 1957년 경기노회장에 피선되었고 경기노회가 한강 이북의 경기노회와 한강 이남의 한남노회로 분립된 후에는 1960년 한남노회장에 피선되어 더욱 폭넓게 교회를 섬겼다. 인천제일교회에서의 목회와 노회 차원의 활동을 통해 여실히 드러나고 입증된 이목사의 열정과 지도력은 그로 하여금 그가 속한 교단인 대한예수교장로회 통합측 교단 전체를 이끌어가게 했다. 그는 1961년 9월 총회에서 부총회장으로 피선되었고 그 이듬해인 1962년 총회에서는 총회장으로 추대되었다. 그가 부총회장, 총회장으로서 대 교단의 총회를 이끌게 된 것은 무엇보다도 그가 열정적으로 계획하고 추진해온 전국복음화운동을 위해서 그에게 날개를 달아준 일이었다
전국복음화운동은 그 이름을 이기혁 목사가 제창했고 그가 총회장으로 활약할 시기를 전후해서 맹렬하게 전개되었지만 사실 그 운동의 씨앗은 그 훨씬 전에 이미 그의 마음과 머릿속에 심겨 있었다. 그의 마음과 머리 속의 꿈이 처음 말로서 그의 입 밖으로 나온 것은 그가 막 월남했던 1947년 4월 하순경 한경직 목사와의 대화에서다. 그때 이목사는 이런 말을 했다: ”모판을 만들어서 농사를 짓듯이 전국복음화운동이나 세계복음화운동을 위해서는 먼저 인재 양성이 필요하다“. ”전국복음화운동“이라는 말이 처음으로 그의 입에서 나온 것이다. ”모판“이란 생각도 표출되었고 ”인재양성“의 필요성도 피력되었다. 이미 상당히 숙성된 전도전략과 선교의 비전을 그는 머리 속에 갖고 있었던 것이다. 어쩌면 그는 하나님께서 그를 강권적으로 이북 땅을 떠나 이남으로 내려가게 하실 때 그것을 ”전국을 복음화하라“는 하나님의 뜻으로 받아들이며 즉시 그 구상을 하기 시작한 것이 아닌가 추측하게 된다. 그가 총회장이 되기 15년 전의 일이었다.
치밀한 기획자였던 이기혁 목사는 소속 교단의 부총회장으로 피선되기 전 해인 1960년부터 전국복음화운동을 위한 본격적 준비에 착수했다. 그는 전국복음화운동 같은 운동은 전국 교회의 기도 없이는 진행될 수도 열매를 맺을 수도 없음을 누구보다도 잘 알고 있었다. 그래서 그는 먼저 전국적인 기도운동을 일으킬 생각을 했고 그에 앞서 자신이 목회하는 인천제일교회에서부터 기도운동을 시작했다. 그는 1960년 7월 17일 향후 5년간 계속할 기도의 3대 목표를 정하여 매주 주보에 게재하며 온 교우가 항상 기도에 힘쓸 것을 제의했다. 그때 그가 제시한 기도의 목표는 1) “우리 겨레가 기독화 되기 위하여”, 2) “우리 주님 뜻에 합당한 교회로 발전하기 위하여”, 3) “우리 가정이 경건한 집 되기 위하여”였다. 전국복음화운동은 신앙의 기초단위인 가정에서부터 각 교회 단위로, 그리고 전국 교회로 퍼져 나아가야 한다는 그의 생각을 드러낸 기도의 목표였다. 그는 이 기도의 목표를 1964년 2월 2일에는 보다 구체적으로 표현하여 다음과 같이 제시했다: 1) 조국의 복음화를 위하여 기도를 쉬지 말 것, 2) 성경, 기도, 전도, 성수 주일, 청지기 직분에 충실한 교회를 이룩할 것, 3) 경건, 정직, 신앙의 가정을 이룩할 것.
1961년 9월 21일 총회 부총회장에 피선된 이기혁 목사는 그해 11월에 서울에서 있었던 미국 연합장로교 선교사들의 모임에서 한국의 복음화 운동을 위해 더 많은 선교사가 필요함을 역설했다. 이는 그 당시 국내 교계뿐 아니라 한국에 선교사를 파송하고 있었던 외국 교회들에게도 상당히 충격적인 발언이었다. 사실 세계 제2차 대전이 끝나고 세계 곳곳에서는 서방 열강들의 식민지였던 나라들이 외세를 배격하고 독립을 쟁취하려는 운동이 열화와 같이 일어나고 있었고 외세를 추방함과 동시에 그들 외국교회에서 파송한 선교사들까지 거부하는 경향이 강해지고 있었으며 한국교회에서도 예외가 아니어서 주한 외국 선교부들 또한 그들의 선교사들의 철수를 고려할 조짐을 보이고 있었기 때문이다. 따라서 이러한 분위기와 반대로 선교사의 증원을 요청하는 이목사의 제언은 의외였으며 선뜻 받아들이기 힘든 것이었다. 그러나 재한 선교사들은 이틀간에 걸쳐 신중하게 토의한 결과 이목사가 제안한 건을 적극 지원하기로 결의했다.
1962년 9월 20일 총회장으로 추대된 이기혁 목사는 부총회장으로 재임 시 자신이 제의했던 “전국복음화운동안”을 총회에 정식 상정하여 통과시켰고 그 안을 미국 연합장로회 총회와 남장로회 총회, 그리고 호주장로회 총회에도 보냈다. 이 3개 교단은 각각 그 이듬해인 1963년 총회에 소위 “이기혁 안”을 안건으로 상정했으며 이를 연구하기 위하여 연구위원회를 조직하고 연구를 계속했다. 그리고 이들 3개 총회 산하의 연구위원회들은 1964년 “이기혁 안 연구위원회 연합회”를 구성하여 연구 끝에 7명의 연구위원을 한국에 파견하기로 결의했다. 이에 따라 그해 이들 7명의 연구위원과 재한 선교사 가운데 7명과 대한예수교장로회 총회에서 선출된 목사 14명 등이 온양 온천에 모여 5일간의 진지한 토론 끝에 다음 2개의 결의안을 채택하기에 이르렀다: 1) 선교사 112명을 한국에 파견할 것, 2) 이들 선교사가 내한하여 선교활동을 할 때 협력할 유능한 한국인 보조원 800명에 대한 비용을 미국 선교부에서 부담할 것. 안타깝게도 이 결의는 국내 교단들의 내부적 사정과 외국교회들의 선교정책의 변화 때문에 실현되지 못했지만 그러한 결의 자체만으로도 이기혁 목사의 집념과 탁월한 선교외교력의 개가이고 성과였다고 말하지 않을 수 없다. 앞서도 언급했지만 세계 제2차 대전이 끝나자 선교선진국이든 피선교국이든 각국에서는 선교의 시대가 끝났다며 선교사를 철수시켜야 한다는 주장과 실제로 선교사들을 철수시키는 현상이 거세게 일어나고 있었다. 그러나 다른 한편 세계 복음주의 진영에서는 종전의 서구 열강의 교회들의 선교정책을 반성하고 개선할 필요는 있지만 선교 자체를 포기해서는 안 된다는 반론이 또한 강하게 일고 있었고 그 결과 선교는 주님께서 다시 오실 그날까지 중단해서는 안 될 주님의 지상명령이라는 확신을 공유한 미국의 부흥사 빌리 그래함 목사와 영국의 신학자 죤 스톳트를 비롯한 전 세계 복음주의자들과 선교사들로 하여금 1974년 스위스 로잔에 모여 소위 “로잔 선언”을 하며 지속적인 선교를 다짐하기에 이르렀다. 그런데 선교사 파송에 관한 소위 “이기혁 안”을 대한예수교장로회 총회가 제의하고 이에 호응한 미국과 호주의 3개 교단 총회가 합의하여 그 실행을 위한 결의안을 채택한 사실은 “로잔 선언”을 10년이나 앞서는 선구자적인 역사였다고 평가할 수 있을 것이다. 선교에 관한 이목사의 통찰력과 열정과 집념이 빛을 발한 상징적 사건이 아닐 수 없다.
1965년은 특히 이기혁 목사에게 매우 바쁘고 또한 매우 귀중한 해였다. 1960년 기도운동으로부터 시작되어 1962년 대한예수교장로회 총회에서 정식으로 채택되고 1964년 미국과 호주의 세 장로회 총회의 적극적인 지지 결의까지 얻게 된 “전국복음화운동안”을 이제 실행에 옮겨야 했기 때문이다. 그런데 이목사는 전국복음화운동에 국내의 모든 교회를 다 참여시키기를 원했다. 비록 한국과 미국과 호주의 장로교회들이 합의하고 결의한 일이었지만 이목사에게 있어서 전국복음화운동은 교파를 초월해 전국의 교회가 함께 전개해야 할 일이었기에 그는 전국복음화운동의 초교파적인 조직화와 전국적인 운동의 전개에 나섰다. 그래서 장로교의 한경직 목사뿐 아니라 이화여대 총장인 감리교의 김활란 박사와 홍현설 목사 같은 인물들을 비롯해 초교파 인사 80여 명이 모여 전국복음화운동을 논의하기에 이르렀다. 여기서 이 운동을 위한 위원회를 구성했고 전국대부흥사경회를 개최하기로 결의했다. 1965년 5월 이화여대 강당에서 열린 이 부흥회에는 전국에서 초교파적으로 만여 명의 신도들이 몰려왔고 이들은 각기 자신의 교회로 돌아가서 지역적으로 초교파 부흥회를 가졌다. 바야흐로 복음화운동이 전국으로 번져가는 역사가 일어난 것이다. 교회사가 민경배 교수는 그의 저서 “한국기독교회사”에서 이 전국복음화운동을 가리켜 “한국교회의 전통적인 선교의 사명 의식의 발로로서도 중요하지만 에큐메니칼 정신 실현에서도 크게 기여할 만한 행사였다”고 평가하고 있다.
이기혁 목사 자신은 전국복음화운동의 전도부장 책임을 맡아 전국복음화운동의 확산을 위해 전국 순회에 나섰다. 교회와 노회와 총회에 관계된 일들로도 눈코 뜰 새 없이 바빴고 70세를 바라보는 나이였지만 그 어느 젊은이보다도 열정적으로 전국을 누비며 전국복음화운동의 불을 지폈다. 그는 인천제일교회 당회의 허락을 받아 전국복음화운동의 계몽과 지부 조직을 위해 1월부터 시작해서 그의 목회자로서의 마지막 해인 1966년으로 이어가면서 수차례에 걸쳐 전국을 순회하며 지역별로 초교파적 연합부흥집회를 열었다. 이화여대에서의 초교파 전국 대부흥사경회가 끝난 직후에는 미국으로 건너가 교계를 순회 시찰하던 중 연합장로회 총회와 남장로회 총회에 참석하여 한국교회에서 일어나는 복음화운동을 소개했고, 이에 그 두 총회는 미국의 각 교회가 한국교회의 복음화운동을 위하여 기도하기로 결의했다. 이렇게 이목사의 1965년은 실로 초인적인 사역을 수행한 해였다. 미국 장로교회의 총회에 참석한 모든 이들은 이목사의 발언을 듣고 우레와 같은 박수로 화답했는데 이것은 하나님께서 이목사의 복음화의 열심에 응답하시며 그와 한국교회를 격려하신 일이었다고 보아야 할 것이다.
1965년 전국 교회에는 “삼천만을 그리스도에게로”라는 전국복음화운동의 표어가 시달되었고 다음과 같은 기도문도 채택되었다: “사랑의 하나님 아버지, 이 땅에 구주를 보내시고 복음을 전파하여 주심을 감사합니다. 금년에 크신 은혜를 내리셔서 우리 삼천만 민족이 다 그리스도께로 돌아와 천국 백성이 되게 하여 주소서. 그리고, 우리나라가 자유와 평화와 번영과 통일의 새로운 나라가 되게 하여 주옵소서. 성령을 충만히 내게 부어주소서. 내가 먼저 참 빛과 소금이 되며 복음의 전파자가 되게 하여 주옵소서. 예수님 이름으로 기도하옵나이다. 아멘”. 이러한 전국복음화운동의 전개에 발맞추어 인천제일교회에서는 매일 정오에 온 교인이 기도하기를 힘쓰며 모범을 보였다. 인천제일교회는 이목사가 추진한 전국복음화운동을 처음부터 끝까지 기도로 뒷받침하는 데 앞장선 교회였다. 이미 1960년부터 인천제일교회에서 기도의 열기를 고조시켜온 이목사는 1964년 3월 29일 부활주일을 기해 “24시간 계속기도”를 선포하며 이 기도는 전국복음화운동의 기초역사이고 전국복음화운동이 실현될 때까지 계속되어야 할 것임을 강조했다. 기도운동은 이미 전국적으로 전개되기 시작했지만 이목사는 이 기도운동의 전국적 확산을 위해 인천제일교회가 더욱더 힘써 기도하도록 독려한 것이다. 인천제일교회의 “24시간 계속기도”는 1966년 그가 인천제일교회에서 은퇴하기 직전까지 계속되었다.

## 은퇴 후 사역
이기혁 목사는 인천제일교회가 창립 20주년을 맞은 1966년 10월 19일 정년을 2년여 남긴 시점에 원로목사로 추대받으며 은퇴했다. 그러나 그에게서 은퇴는 인천제일교회의 담임목사직의 책임을 벗는 절차였을 뿐 전국복음화의 사역에서 물러나는 행사가 아니었다. 그는 여전히 “복음화운동 할아버지”였고 진정한 의미의 “에큐메니칼 목사”였다. 시간이 흐르며 총회 차원에서는 전국복음화운동의 열기가 식어가고 있을 때에도 이목사의 가슴속에서는 조금도 변함없이 뜨겁기만 했다. 전국복음화운동의 동지들을 모으는 한편 그 운동의 실천방안을 연구했다. 특히 농촌복음화에 뜻있는 목사와 장로들을 전국 도(道) 단위로 규합하는 일에 힘써 1967년 봄 초교파적인 애농회(愛農會)를 설립했다. 애농회를 통해 이목사는 목사들이 교회 안에서만 사람들을 만날 것이 아니라 교회 밖으로 나가 협동조합을 조직하고 양심적인 농촌지도자들이 됨으로써 농촌주민들로 하여금 교회를 신뢰하게 만들어 교회친화적 농촌, 농촌친화적 교회를 만들 수 있고 또 만들어야 한다는 농촌목회와 농촌복음화의 방향을 제시하고자 한 것이다.

### 세계복음화의 꿈
이기혁 목사는 인천을 사랑했고 인천이 한국교회사에서 갖는 남다른 의미를 누구보다도 잘 알고 있었다. 이목사는 인천이 단지 선교사들이 이 민족에게 처음 복음을 들고 들어온 역사적인 항구도시에 머물지 않고 수많은 선교사가 전 세계를 향해 복음을 싣고 다시 나아가는 수출항이 되게 하는 꿈을 꾸고 있었다. 그는 그 꿈의 실현을 위해 언제나 새벽기도를 마치고 나면 예배당 밖에 나가 인천항이 제일 잘 내려다보이는 자리에 서서 두 팔을 벌리고 “인천성시화”, “전국복음화”와 함께 “세계복음화”를 위해 하나님께 간절히 기도하곤 했다. 그는 기도만 한 것이 아니었다. 인천항을 드나드는 외항선의 선원들에게 복음을 전해주고 그들이 세계를 다니며 수많은 외국인에게 복음을 나누어주는 전도자들이 되게 하는 또 다른 복음화 즉 세계복음화의 사역을 구상하고 있었다. 그리고 그 구상을 1974년 7월 4일 외항선선교회의 창설로 현실화했다. 그는 국내외를 가리지 않고 끊임없이 복음화의 꿈을 꾸는 사람이었고 하나님의 뜻에 합치한다고 확신하는 꿈은 실현하고야 마는 집념의 지도자였다.
이기혁 목사의 세계복음화의 꿈은 외항선선교회의 창설에 머무르지 않았다. 나라 밖을 향한 이목사의 복음화의 관심은 특히 아시아로 향하고 있었다. 그는 은퇴 후 <크리스챤신문사>의 사장으로서 기독 언론에 종사하는 이들을 정성껏 격려하기도 했는데 정기적으로 그 신문사에 가서 직원예배를 인도하기 위하여 인천과 서울 사이를 오갈 때 쓰라고 신문사로부터 받은 교통비를 택시를 타지 않고 버스를 타고 다니며 아껴 모아 그 돈으로 경기도 용문에 땅을 조금씩 사들였다. 거기에 아시아의 기독청소년들을 위한 수련원을 건립할 꿈을 갖고 있었기 때문이다. 세계를 복음으로 품으려는 그의 꿈의 한 조각이었던 것이다. 여러 가지 사정으로 말미암아 그 꿈이 실현되지는 않았지만 그의 복음화의 비전이 어떠했는지를 짐작할 수 있게 해주는 일이다. 이렇게 그는 그의 마지막 힘이 다한 그 순간까지 쉬지 않고 그 운동에 온몸을 바치며 흔들림 없이 복음화의 길을 달려가다가 하나님의 부르심을 받았다.

### 하나님의 부르심을 받을 때
이기혁 목사가 하나님의 부르심을 받기 전 그의 마지막 날은 바로 그의 치열했던 삶 전체를 요약해 보여주었고 그의 삶의 마지막 순간의 모습은 아마도 모든 목사가 흠모해 마지않을 그런 모습일 것이다. 1984년 4월 5일. 그날은 인천기독병원의 신·구 원장 이·취임예배가 있었던 날이다. 교계의 많은 지도자와 서울에서 내려온 병원협회 관계자들과 인천 교육계의 인사들이 자리하여 성대하게 열린 이 예배에서 축하와 권면을 맡은 이목사는 평생의 소신을 강하게 피력했다. 우리나라는 복음화될 때에만 살 길이 있고, 그러기 위해서는 기독병원 같은 기독교 기관들의 역할이 중요하며, 기독교 교육이 절실함을 호소했다. 그의 한 평생의 총결론을 설명하는 듯한 감명 깊은 말씀이었다. 주최측에서는 이목사의 고령을 생각해서 5분 정도만 말씀하면 된다고 부탁했음에도 불구하고 그는 그 시간을 훨씬 넘기며 열변을 토했다. 그리고 그는 자신의 기력이 다한 것을 예감했는지 집에 돌아오자마자 사모에게 “여보, 나 오늘 갈 것 같아” 하며 목욕을 시켜달라고 했고 목욕을 마치고 누웠는데 그 다음 날 새벽에 일어나지 않았다. 평생 새벽기도를 거른 적이 없는 이목사는 새벽 3시면 기계처럼 일어나곤 했는데 그날은 일어날 시간이 많이 지났는데도 안 일어나기에 사모가 깨우려고 보니 평안한 얼굴로 누워 움직이지 않고 있었다. 1984년 4월 6일 새벽이었다. 생전에 그와 가장 친한 목사였던 한경직 목사는 문상을 와서 주위 사람들에게 말하기를 “내가 세상에서 한 일로는 이목사만 못하지 않았을 텐데 나도 이렇게 멋지게 임종할 수 있을는지?” 했다고 한다. 또 그 후에도 한목사는 이목사의 손자이며 장로회신학대학교의 교수로 있던 이수영 목사를 볼 때마다 그의 죽음을 그토록 부러워하며 “나도 할아버지처럼 죽을 수 있도록 하나님께 기도해달라”고 당부하곤 했다. 평생을 하나님의 나라 확장을 위해 바친 이목사의 삶의 마지막 순간을 하나님께서는 이렇게 아름답게 장식해주신 것이다. 인천제일교회의 박원호 원로장로는 이기혁 목사의 10주기 추모사의 말미에서 “나는 이 세상에서 예수님 닮은 한 사람을 꼽으라면 서슴치 않고 고 이기혁 목사님을 말할 것입니다” 라고 했다. 이것은 비단 그만의 마음이 아니라 인천제일교회 온 교인의 마음이고 이목사를 가까이서 지켜보아 아는 모든 이들의 공통된 마음일 것이다. 이기혁 목사는 하나님께서 사도 바울처럼 쓰신 인물이었다. 사도 바울이 딤후4:7-8에서 쓰기를 “나는 선한 싸움을 싸우고 나의 달려갈 길을 마치고 믿음을 지켰으니 이제 후로는 나를 위하여 의의 면류관이 예비되었다” 한 것처럼 그는 진정 평생 선한 싸움을 싸우고 그의 달려갈 길을 다 달려갔으며 끝까지 믿음을 지켰고 지금 그를 위하여 예비되었던 의의 면류관을 쓰고 주님 곁에 있을 것이다.

### 인재양성에 힘쓴 지도자
이기혁 목사는 종종 사석에서 자신이 공부를 많이 하지 못한 무식한 목사라는 말을 부끄러움 없이 하곤 했다. 그럼에도 그를 분에 넘치게 크게 들어 쓰시는 하나님의 은혜가 크고 놀랍다는 말을 빼놓지 않고 하곤 했다. 실제로 이목사가 평양신학교를 졸업한 이후에 그 이상의 어떤 학위과정을 이수한 흔적이 없다. 어린 나이에 아버지를 잃고 홀어머니 밑에서 가난하게 살아야 했던 형편이 그 이유일 수 있다. 그러나 그는 무식하지도 않았고 큰 교단의 총회장을 역임할 뿐 아니라 전국복음화의 기수로서 한국교회 전체를 이끄는 지도자로 활약하기에 부족함 없는 통찰력과 식견을 갖추고 있었다.
이기혁 목사는 자신이 공부를 많이 못 한 대신 전도유망한 인재들을 발견하면 그들에게 더 좋은 교육을 받을 기회를 만들어주고 그들의 역량을 키워 더욱 큰 일을 하게 하는 데 열성을 다했다. 이목사는 그 일을 위하여 인천제일교회의 어려운 재정 형편에도 불구하고 유학을 보내는 등 할 수 있는 모든 노력을 기울였다.
한 예가 서울의 소망교회를 개척하고 초대형 교회로 성장시킨 곽선희 목사다. 이기혁 목사는 서울에 있는 신당중앙교회에 집회차 갔다가 그 당시 전도사로 그 교회를 섬기고 있던 곽선희 목사를 눈여겨보고 인천제일교회로 불러 부목사로 섬기게 하다가 미국 프린스턴신학교에 유학을 보내고 그가 유학에서 돌아오자 젊고 유능한 목사가 담임을 해야 한다고 하며 그를 인천제일교회의 새 담임목사로 세우고 정년이 되기 전에 은퇴했다. 원래 이목사는 곽목사가 유학에서 돌아온 1965년에 그에게 담임목사직을 넘겨주려고 했으나 당회와 교인들의 만류로 1년 후 인천제일교회가 창립 20주년을 맞는 날을 기해 은퇴함으로써 그 뜻을 이루었다.
다른 한 예는 교육가 이동욱 장로다. 기독교 학교 교육에 남다른 비전과 열정을 지녔던 이기혁 목사는 인성초등학교와 인성여자중‧고등학교를 세웠을 뿐 아니라 더 나아가 기독교여자대학까지 세울 꿈을 품고 있었고 그 학교들을 바른 신앙과 교육정신으로 이끌어갈 지도자를 길러야겠다는 생각을 했다. 이에 따라 이목사가 발탁한 이가 이동욱 장로다. 이목사는 용암포제일교회에서 시무할 때 그가 세운 구세학교에서 교사로 있던 신앙 좋은 청년 이동욱을 일찌기 눈여겨보았었고 월남하여 대구 성광중학교에서 교사로 있던 그를 수소문하여 찾아가 인천으로 올라와 인성초등학교와 인성여자중‧고등학교의 교장직을 맡게 한 터였다. 이목사는 그를 미국으로 보내 교육학을 전공하게 하고 박사학위를 받고 돌아온 그로 하여금 다시 인성여자중‧고등학교의 교장직을 수행하게 했고, 그는 학교법인 제일학원에 속한 모든 학교의 교육책임자가 되었다. 곽선희 목사를 미국으로 유학 보내는 일도 인천제일교회로서는 재정적으로 쉬운 일이 아니었는데 그가 공부를 마치고 돌아오기도 전에 또 한 사람을 유학 보내는 일은 그 당시 교회로서는 참으로 힘든 일이었지만 이목사의 열정에 당회원들은 설득되지 않을 수 없었다.
또 다른 한 예는 이요한 박사다. 이기혁 목사에게는 학교 교육과 사회봉사도 중요했지만 역시 그에게 가장 큰 사역은 전도와 선교였다고 해야 할 것이다. 전도와 선교 방면에서의 사역을 위해 이목사가 주목한 사람이 청년 이요한이었다. 그는 신학을 공부하지는 않았지만 훗날 미국에서 명예신학박사학위를 받은 인물이다. 그는 주일학교시절부터 두각을 나타냈고 중학교 시절에는 영어 실력이 뛰어나 동급 학생들에게 개인지도를 할 정도였으며 크고 작은 영어웅변대회나 토론대회에서 1등을 휩쓸곤 했다. 이목사는 이 소년을 위해 기도하며 장차 세계적인 부흥사로 키우고 싶어 했다. 청년 이요한이 대학을 마치고 영어가 더욱 능통해지자 이목사는 외국 선교사들이 한국에서 부흥회를 가질 때마다 그가 통역을 담당하도록 주선하여 그로 하여금 경험을 쌓으며 실력을 더욱 길러 선교사들의 두터운 신임을 얻게 했다. 이목사는 젊은 집사였던 이요한을 교회 안에서는 당회로 하여금 전도사로 임명하게 하여 그 지위를 높여주는가 하면 교회 밖에서는 그의 역량을 한껏 발휘하며 세계적인 복음전도자로 활약하도록 도왔다. 이요한은 가정문서선교회의 한국 총무로 일하다가 세계 총무의 지위에까지 올랐다. 그는 국내외의 집회를 통해서뿐 아니라 세계 도처에서 방송으로 복음전도에 크게 기여한 하나님의 일꾼이 되었다. 이는 물론 그를 귀하게 들어 쓰신 하나님의 은혜이지만 또한 인물을 키울 줄 알았던 이기혁 목사의 꿈과 기도의 열매라 아니 할 수 없다.

### 겸손하고 넓은 마음을 가진 “사랑의 사도”
”그는 참으로 정직하고 겸손한 분이셨다“. 이기혁 목사의 뒤를 이어 인천제일교회의 담임목사가 된 곽선희 목사가 이목사의 10주기를 맞아 그를 회고하며 한 말이다. 그는 계속해서 이목사가 한마디의 변명 없이 ”내가 잘 못했구만“ 하며 진실하게 사과하기를 전혀 어려워하지 않은 점에서 위대한 목회자였다고 술회했다.
반면에 이기혁 목사는 남을 칭찬하고 격려하는 데는 그 누구도 따를 수 없었다. ”자네 잘 했네“, ”자네 장하네“라는 뜻의 평안도 사투리인 ”님자 잘 했습메!“, ”님자 용습메!“ 하는 말은 그가 가장 자주 쓰는 말들이었다. 그는 어떤 사람이 누군가의 단점을 말하면 꼭 그의 장점을 들려주곤 했다. 누구든 작은 일 하나만 잘 해도 칭찬과 격려를 아끼지 않았고 매사에 긍정적이고 건설적이며 적극적이었던 데 반해 그에게서 부정적인 말은 들을 수가 없었다고 모든 이들이 입을 모으곤 했다. 그는 특히 젊은이들을 아낌없이 칭찬하고 격려했으며 그래서 많은 젊은 사역자들이 그의 칭찬과 격려에 힘입어 컸다. 그것이 많은 사람이 그를 가리켜 ”넓은 마음“의 소유자였다고 말하는 이유다. 이목사는 실로 높은 뜻을 품고 큰 꿈을 꾸며 넓은 마음을 지닌 지도자였다.
이기혁 목사가 제일학원의 교육책임자로 발탁하고 미국 유학까지 보내 키운 이동욱 장로는 나중에는 서울의 보성여자중‧고등학교와 정신여자고등학교에 연이어 교장으로 불려갔다. 그를 서울로 부른 이는 한경직 목사였다. 사실 이장로는 고향인 이북 신의주에서 주일학교 유년부 시절부터 성년이 될 때까지 한경직 목사의 슬하에서 자랐기 때문에 그의 부름을 거절할 수가 없었을 것이다. 이장로 자신은 그 일로 개인적으로 이목사에 대해 죄인이라고 여기고 있었지만 막상 이목사는 그에 대해 이렇게 말했다: ”가는 게 좋지. 그럼. 큰 고기는 큰 물에서 놀아야지“. 이목사의 넓은 마음을 헤아려볼 수 있게 하는 말이다.
그의 넓은 마음은 달리 말하면 사랑이라고 할 수 있다. 그의 손자인 이수영 목사는 이렇게 그를 회상한다: “나를 만나 할아버님을 안다고 말하는 모든 이에게서 들은 공통된 말이 있다. 그것은 ‘제가 이목사님 사랑 많이 받았습니다’ 하는 말이다. 할아버님과 관련하여 나에게 무슨 이야기를 하든지 간에 어느 한 사람도 그 말을 빼놓는 사람은 없었다. 나는 속으로 ‘아니, 할아버지는 사랑의 가슴이 얼마나 크셨기에 사람마다 그렇게 말하지?’ 하는 생각을 종종 해보았다”.
이기혁 목사의 사랑의 관심과 실천은 그가 속했던 교단의 울타리를 넘어서는 것이었다. 한때 인천제일교회의 담임목사였고 지금은 영락교회의 원로목사로 은퇴한 이철신 목사가 전하는 바에 따르면 한번은 이기혁 목사가 어느 교회를 다녀오고는 당회를 열어 그 교회를 인천제일교회가 좀 돕자고 제안을 했다고 한다. 그 제안을 받아들여 당회가 결의하고 난 후 한 장로가 묻기를 “그 교회가 우리 교단 교회는 맞지요?” 하자 이목사는 그제서야 그 교회가 성결교회라고 대답했고 장로들은 어이없어했지만 이목사는 교단이 다른 게 무슨 상관이냐 하며 설득해서 결국 그 성결교회를 도왔다고 한다. 내리교회의 담임목사였던 이복희 목사가 전한 일화도 있다. 그가 인천제일교회의 박원호 원로장로를 만났을 때 한 말이다: “이기혁 목사님은 초교파적인 거물입니다. 우리 교회가 불에 탔을 때 제일 먼저 온 분이 이기혁 목사님입니다”. 감리교회가 불탔는데 감리교 목사보다도 장로교회 목사인 이목사가 제일 먼저 달려갔다는 것이다. 그는 철저하게 말씀 중심적이고 복음적인 신앙을 가진 장로교 목사로서 대한예수교장로회 통합측 총회장까지 지냈지만 정말로 교파의식에 전혀 사로잡히지 않고 한국교회 전체를 사랑한 목사였다. 많은 목사가 그를 가리켜 “진정한 에큐메니칼 목사” 또는 “에큐메니칼 할아버지”라고 부른 이유를 말해주는 사실이다. 이기혁 목사, 그는 진정 넓은 마음을 가진 “사랑의 사도”였다.

### 넓게 보고 멀리 생각한 교회 지도자
이기혁 목사는 인천지역의 첫 번째 장로교회인 인천제일교회를 모범적인 교회로 튼튼히 세우는 데 진력하는 한편 쉬지 않고 많은 교회를 분립, 개척하여 인천을 감리교회 못지않게 장로교회가 강성한 지역으로 변모시키는 데 절대적인 공헌한 것이 사실이다. 그는 통합측 장로교회의 총회장까지 지냈지만 사실 그는 어느 한 교파나 교단에 갇혀 있는 목사가 아니었다. 그는 한국교회 전체를 늘 가슴에 품고 산 인물이다. 그가 인천지역에 대한 애정이 남달랐던 것은 당연한 일이지만 그는 인천만 아니라 전국을 늘 염두에 두고 있었을 뿐 아니라 자신이 속한 예장통합 교단을 넘어 한국교회 전체를 늘 마음에 품고 일했다. 교파를 초월해 전국의 교회가 그의 관심과 애정의 대상이었던 것이다.
이기혁목사는 전국복음화의 기수였다. ”전국복음화“라는 구호도 그가 제창한 것이다. 군복음화, 학원복음화, 공장복음화 등의 운동이 그로부터 발기된 것이다. 그럼에도 그는 그 일들을 범교단적으로 전개하기 위한 조직을 만들 때 자신의 이름을 빼고 타 교단 지도자들의 이름을 올리곤 했다. 이렇게 그는 교단을 뛰어넘어 한국 교계 전체가 복음화운동에 참여하게 하기 위해 양보의 정신으로 초교파적 운동이나 조직에서 일어나기 쉬운 헤게모니 싸움을 극복하곤 했다. 그는 자나 깨나 오로지 복음화만 생각했지 자신의 명예 같은 것에 대한 욕심이 전혀 없었다.
이기혁 목사는 인천을 넘어 전국적으로 활약하며 지도력을 발휘했고, 소속 교단을 넘어 초교파적으로 영향력을 행사하며 복음화운동에 그의 관심과 열정을 쏟았다. 목회 일선에서의 은퇴는 그가 전국복음화의 길을 걷는 데 아무런 장애가 되지 않았다. 그의 열망은 전국복음화운동에만 머무는 것도 아니었다. 그의 꿈은 더 컸다. 세계를 품는 것이었다. 그리고 그는 공간적으로만 넓은 꿈을 꾸지 않았고 시간적으로도 멀리 꿈을 꾸고 있었다. 그는 늘 남북의 통일을 생각하며 통일될 때 북한 교회를 위해 일할 사역자의 부족을 염려했다. 그래서 국내에 신학교가 많아지는 것을 부정적으로 보는 한편의 시각에도 불구하고 그는 신학교가 많은 것은 통일에 대비하기 좋은 일일 수 있다는 긍정적인 시각을 갖고 있었다.

### 기도의 사람
이기혁 목사는 어려서부터 가난하여 손에 가진 것이 없었다. 그러나 그는 맨손으로 엄청난 사역을 행했고 놀라운 결과를 낳았다. 그의 목회는 그야말로 무에서 유를 창조하는 목회였다. 그는 매사를 긍정적으로 사고했다. 해야 하는 일이라면 할 수 있다고 믿었고, 할 수 있는 일이라면 반드시 이루고야 마는 집념의 사람이었다. 때로는 무모해 보이는 일도 해야겠다고 마음 먹으면 포기할 줄 몰랐다. 그러나 그것은 오만이나 아집이 아니었다. 그가 무에서 유를 창조하는 목회를 할 수 있었던 것은 바로 무에서 유를 창조하시는 하나님에 대한 그의 절대적인 믿음 때문이었다. 전능하신 하나님께 매달리는 기도가 그의 힘이었다. 그는 기도의 사람이었던 것이다. 이목사는 자신에게는 아무것도 없으나 하나님께서 다 갖고 계시고, 만사를 이루시는 이도 하나님이시라는 확신 때문에 무슨 일이든 두려움이 없었으며 무슨 일이든 하려고 할 때는 먼저 하나님의 뜻을 묻고 그와 의논하며 그와 함께 문제를 해결하려 했다. 목사를 가리켜 “기도의 사람”이라고 말하는 것은 너무나 당연한 것 같고 그래서 진부하게 들릴 수도 있지만 이목사에게 있어서는 “기도의 사람”이라는 것은 그를 아는 모든 이가 인정하는 그의 대표적인 면모의 하나였다. 이목사는 일찌기 신앙을 갖게 되고 주의 일에 몸 바칠 것을 결심한 이후로 병상에 누워있지 않는 한 평생 단 하루도 거르지 않고 교회에 가서 새벽기도를 드렸다. 인천을 떠나 서울이나 전국 어디에 가서 잠을 자더라도 묵는 곳에서 가장 가까운 교회에 가서 새벽기도를 드리곤 했다. 이목사는 그 어느 자녀의 집에 들러 묵게 되더라도 가정예배를 인도할 때는 언제나 온 가족과 먼 친척까지 빠짐없이 한 사람 한 사람의 이름을 일일이 불러가며 기도하곤 해서 어린 손자들은 할아버지의 기도가 너무 길고 지루해 도망치고 싶을 때가 많았지만 그 덕에 거의 만난 적이 없는 먼 친척들까지도 서로 그 이름들만은 다 외울 수 있었다. 그는 가진 것이 있으면 교회 일이나 어려운 사람 돕는 일에 일단 쓰고 보는 목사여서 때때로 생활비 문제로 사모와 다투어야만 했다. 그는 그런 일로 사모와 다투게 될 것 같으면 일찌감치 담요를 싸 들고 예배당으로 기도하러 가곤 했다. 교회 일이 복잡하고 힘들 때는 종종 밤을 새우며 기도하곤 했다. 나라가 위태하고 정국이 혼란스러워 국민이 불안해질 때는 어김없이 하나님의 음성을 듣고자 예배당 강단 밑에 꿇어앉아 먼저 눈물로 회개하며 어찌해야 할지를 구하는 간절한 기도를 드리곤 했고 때로는 금식하며 기도하러 산으로 올라가기도 했다. 이목사는 1977년에는 그야말로 목숨을 건 40일 금식기도에 들어간 적이 있다. 당시 국내의 정치상황이 매우 위태로워지자 하나님의 응답을 받지 않고는 안 내려오겠다는 각오로 경기도 용문사 뒷산의 기도원에 올라간 것이다. 그때 80세의 고령이었기에 온 가족과 인천제일교회 성도들과 지인들이 심히 걱정하며 만류했지만 그는 끝내 40일 간의 금식기도를 다 마치고 내려왔다. 전국복음화운동이라는 엄청난 운동을 전개할 때도 기도운동으로부터 시작했고 줄곧 전국 교회로 하여금 기도하게 하며 그 힘으로 그 운동을 이끌어갔다.
이기혁 목사는 이루고 싶은 꿈이 컸고 그래서 해야 할 일이 너무나 많았다. 그 일들을 성사시키기는 사실 참으로 어려웠다. 그 일들을 이목사는 기도하며 인천제일교회와 함께 해냈다. 해방 후, 게다가 6.25 전쟁을 겪느라 나라는 가난하고 피폐한 상태였으니 주로 피난민들이 모인 인천제일교회가 재정이 넉넉할 리가 없었다. 그런 가운데서도 이목사의 꿈을 이루기 위해 장로들도 교인들도 참 힘들었을 것이다. 그러나 그들은 이목사를 믿고 헌신하며 그를 뒷받침해주었다. 이목사가 인천제일교회 하나만을 크게 늘리지 않고 계속해서 분립과 개척으로 수많은 교회를 세웠으니 인천제일교회는 대형교회가 되지 않았음에도 불구하고 교회를 두 번 세 번 새로 짓고 학교를 세우며 모자원을 열고 인재들을 미국으로 유학 보내는 일을 하느라 얼마나 숨이 차고 힘겨웠겠는가? 그러나 장로와 제직들이 사재를 털어 교회가 하는 각종 사역에 바치며 이목사의 목회적 꿈을 실현하는 데 힘을 기울일 수 있었던 것은 이목사가 기도의 사람이었고 그 자신 사심이 없고 정직하며 자신에게 있는 모든 것을 먼저 다 내어놓는 헌신의 본을 보였기 때문이었다.

### 고난을 이겨낸 믿음의 사람
무에서 유를 창조하는 이기혁 목사의 목회는 쉽게 이루어진 것이 아니었다. 집안에서는 사모의 걱정스러운 불평을 들어야 했고 밖에서는 교회와 학교를 짓는 공사를 맡아 하며 공사대금을 제때 받지 못한 무지막지한 일꾼들로부터 감금을 당하고 멱살을 잡히는 일도 수없이 겪어야 했다. 한때는 일부 교인들로부터 오해를 받고 비난과 반대에 부딪쳐 모든 책임을 지고 교회를 떠나기를 결행하려 한 순간도 있었지만 끝까지 인내하며 달려갈 길을 달려간 주의 종이었다.
그런데 이목사의 삶의 여정 속에 가장 고통스러운 순간이 아무도 모르게 그를 기다리고 있었다. 목회일선에서 은퇴한 후의 이목사의 삶은 오로지 전국복음화운동에 바쳐진 삶이었다. 그가 만나는 모든 사람은 그로부터 길든 짧든 전국복음화의 계획을 들어야 했고 누구나 그의 복음화운동의 심정적 동지가 되었다. 그런데 많은 동지 중에서 최고의 동지는 그의 맏아들인 음악가 이동훈 교수였다. 그는 서울에 들러 자고 갈 일이 있을 때는 언제나 아들 집에서 잠을 잤다. 아들 집에만 오면 그와 함께 밤을 새우며 전국복음화운동을 의논하곤 했다. 아들만 만나면 밤을 지새우고도 힘이 나고 얼굴에 희망과 기쁨이 넘치는 이목사였다. 교회음악가였고 이름난 합창지휘자였던 이교수는 아버지의 전국복음화운동을 음악으로 뒷받침할 계획을 세우고 있었고 이목사는 아들의 그 뜻이 이루어지도록 많은 기도를 아끼지 않았다. 그런데 이목사 부자의 그 원대한 꿈이 깨지는 슬프고 충격적인 일이 벌어진 것이다. 그 사랑하는 아들이 불의의 교통사고로 갑작스럽게 세상을 떠난 일이다. 이목사에게는 그 아들의 죽음이 그저 한 아들의 죽음이 아니라 전국복음화운동의 가장 귀한 동지를 잃은 말로 다할 수 없이 비통한 사건이었다. 장례를 치르는 모든 과정 속에서 그는 의연하게 가족들과 빈소에 찾아오는 모든 이들을 신앙의 말로 위로했지만 홀로 있을 때는 “아버지, 아버지, 왜 우리 동훈이 데려가셨습니까?” 하시며 하나님께 울부짖곤 했다. 그런데 이목사를 사랑하신 하나님께서는 그의 신실한 종에게 전국복음화운동의 가장 귀한 동지이자 사랑하는 아들을 잃는 시련을 주셨지만 그 대신 다른 주의 종을 준비하고 계셨다. 바로 이교수의 둘째 아들 즉 이목사의 둘째 손자 이수영 목사다. 그는 아버지 이교수가 세상을 떠날 때 장로회신학대학원 졸업반에서 마지막 학기를 거의 끝내가고 있던 신학생이었다. 이기혁 목사는 6.25전쟁 때 부산에 피난 중이었던 이교수의 가족을 찾아와 보고는 전쟁통에 어린 4남매를 데리고 사는 삶이 너무 힘들 것이라 여겨 그중 하나를 인천으로 데리고 와 휴전이 되고 부산의 가족이 서울로 다시 올라와 자리 잡기까지 2년여 같이 살며 길렀다. 그 손자가 오늘의 이수영 목사다. 이기혁 목사는 21명의 손자들 한 명 한 명을 위해 늘 기도했지만 직접 데리고 산 손자에게는 남다른 애정을 느낄 수밖에 없었고 그를 위한 기도가 더 컸을 것임을 족히 짐작할 수 있다. 하나님께서는 그 기도에 응답하시고 그를 이목사 자신과 그의 둘째 아들 이동성 목사에 이어 3대째 목사가 되게 하셨다.
비록 가장 아끼던 동지를 잃었으나 전국복음화운동에 대한 이기혁 목사의 열정은 식을 줄 몰랐다. 그는 그의 삶의 가장 큰 슬픔과 심적 고통을 전국복음화의 사명감과 열정으로 극복하며 그의 달려갈 길을 흔들림 없이 끝까지 달려갔다.
이기혁 목사가 그 충성스럽고 치열했던 삶을 마감하고 하나님 품에 안긴 날은 맏아들 이동훈 교수가 앞서 하나님의 부르심을 받은 지 10년이 되는 해였다. 한국교회의 한 위대한 지도자였던 이목사는 떠났지만 그의 목회적 정신이 사라진 것은 아니었다. 아버지 이동훈 교수가 불시에 세상을 떠날 때에는 장로회신학대학교에서 공부를 마치기 직전이었던 이수영 목사가 할아버지 이기혁 목사가 하나님의 부르심을 받을 때에는 프랑스 스트라스부르대학교에서 박사학위논문을 거의 마쳐가고 있었던 것이다. 그는 그로부터 두 달 후 학위를 받고 돌아와 첫 16년은 장신대에서 조직신학 교수로 봉직하며 목회자 양성에 헌신했고, 그 후 16년여 동안은 새문안교회의 청빙을 받아 담임목사로 사역하고 정년으로 은퇴했다. 새문안교회는 제일 처음 인천으로 복음을 들고 들어온 미국 선교사 언더우드 목사가 세운 이 땅의 첫 번째 개신교 조직교회다. 그가 은퇴한 2016년은 이기혁 목사가 인천제일교회에서 은퇴한 지 꼭 50년이 지난 해다. 이기혁 목사가 은퇴하고서도 전국복음화운동에 몸 바친 것처럼 이수영 목사 또한 은퇴 후 한국 교회의 개혁을 위한 <그의 백성 운동>을 펼치고 있다. <그의 백성 운동>은 하나님의 백성인 이 땅의 그리스도인들이 겸손, 정직, 검소의 삶을 실천함으로써 오늘날 이 땅에서 기독교가 사회로부터 잃어버린 사랑과 신뢰와 존경을 되찾자는 운동인데 겸손, 정직, 검소의 삶은 바로 이기혁 목사가 평생을 지켜온 삶의 모습이었다. 이기혁 목사를 사랑하신 하나님께서 한국교회를 향했던 그의 마음을 귀히 여기시고 그 마음을 그의 손자에게 옮겨 심어주셨다고 해야 할 것이다. 그리고 이수영 목사의 형이었고 이기혁 목사의 맏손자였던 음악가 고 이수철 교수의 아들인 이시원은 현재 미국에서 음악대학 교수로 활약하면서도 별도로 신학을 공부하고 목사고시도 합격하여 언젠가 증조부 이기혁 목사 직계가문의 제4대 목사가 될 것으로 기대된다. 이 모든 것이 아직 살아있는 이기혁 목사의 신앙의 유산이 아니겠는가? 또한 이것은 이목사를 사랑하신 하나님께서 그의 기도에 응답하신 증거가 아니겠는가?
이기혁 목사의 10주기 추모예배에서 통합측 장로교 총회장을 지낸 림인식 목사는 설교를 통해 이목사를 회상하며 “목사님 중의 목사님”이었고 “전 한국을 상대로 총회 차원에서 복음화운동을 일으키시고 앞장을 서 한국 교회에 기적적인 부흥과 성장을 가져오도록 한 원동력 역할을 하셨다”고 술회하는가 하면, 교단 분열의 아픔 속에서 어떻게든 다시 하나 되게 하려고 많은 노력을 한 “평화의 사도”였으며 “한국 교회 안에서 가장 어려운 시대에 선두에 서서 현대판 선한 사마리아인이 되어 건강, 시간, 지식, 기량, 물질, 재산을 온통 봉사의 실천에 바치고 고귀한 생명까지도 오로지 죽어가는 한국 민족을 살려내려는 성스러운 사명에 바치신 이”라고 평가했다.

## 같이 보기
- 이동훈
- 이수영
- 대한민국의 목회자 목록
- 김병숙

## 참고문헌
- 이수영, "민족복음화운동에 온 삶을 바친 이기혁 목사", <기덕하고 싶은 목회자들>, 이종전 편집 (아벨서원2021).
- 인천제일교회 30년사, 1977
- <인천제일> 제11호(고 이기혁 목사 10주기 추모특집), 1994. 5
- <인천제일> 제29호(고 이기혁 목사 추모 20주년), 2004.12
- 인천제일교회 60년 사료집, 2007.10
- 안명준, <한국외항선교회50년사>,  한들, 2025.